# Herbita rhoda
Herbita rhoda är en fjärilsart som beskrevs av Butler 1882. Herbita rhoda ingår i släktet Herbita och familjen mätare. Inga underarter finns listade i Catalogue of Life.